# Bäckermühle (Deining)
Bäckermühle ist ein Gemeindeteil der Gemeinde Deining im Landkreis Neumarkt in der Oberpfalz.

## Lage
Die Mühle liegt im Oberpfälzer Jura im Tal der Weißen Laber südlich des Gemeindesitzes und südlich von Waltersberg.

## Geschichte
Die Mühle gehörte im 16. Jahrhundert dem Kloster Bergen. Die Waltersberger Güter dieses 1544/1552 aufgelösten Klosters wurden von Pfalzgraf Ottheinrich einem eigens errichteten Kastenamt Waltersberg mit Sitz in Neuburg an der Donau unterstellt, ihr Nutznieß dem Seminar in Neuburg gegeben. 1554 führte die Kurpfalz für die Pfarrei Waltersberg, zu der die Mühle gehörte, die Reformation ein, 1627 erfolgte die Gegenreformation. Aus dem Salbuch des Kastenamtes Waltersberg von 1760 geht hervor, dass die Bäckermühle von Christoph Gmelch auf Leonhard Sippl überging. 1796 verkaufte das Neuburger Seminar seinen Besitz um Waltersberg und Breitenbrunn an den bayerischen Kurfürsten.
Im Königreich Bayern (1806) wurde ein Steuerdistrikt Waltersberg im Landgericht Neumarkt in der Oberpfalz gebildet, dem auch die Bäckermühle zugeordnet war. Mit dem Gemeindeedikt von 1818 wurde die Ruralgemeinde Waltersberg geformt, bestehend aus dem Pfarrdorf Waltersberg, der Bäckermühle, der Kreismühle, der Labermühle, der Sippelmühle und dem Weiler Sternberg; um 1870 kam noch das Bahnwärterhaus Nr. 44 hinzu. Sämtliche Orte unterstanden 1820 bis 1848 der Patrimonialgerichtsbarkeit der Herrschaft Holnstein.
Die Gemeinde Waltersberg kam am 9. Oktober 1827 vom Landgericht Neumarkt zum Landgericht und Rentamt Beilngries. 1836 heißt es im Repertorium des Atlasblattes Neumarkt, dass die Mühle zwei Mahlgänge und einen Schneidgang hat. Wie üblich, betrieb der Müller auch Landwirtschaft; so gehörten 1875 zur Mühle zwei Pferde und elf Stück Rindvieh.
Bei der Aufhebung des Landkreises Beilngries im Zuge der Gebietsreform in Bayern wurde die Gemeinde Waltersberg aufgelöst, und die Bäckermühle wurde am 1. Mai 1978 nach Deining im Landkreis Neumarkt in der Oberpfalz eingemeindet.
1965 wurde unter dem letzten Müller Alois Pirkl der Mahlbetrieb eingestellt, 1987 erfolgte der Abriss des alten Mühlengebäudes. Heute wird in der Bäckermühle ein Sägewerk mit Vollgatter betrieben. Die Landwirtschaft spielt noch eine Rolle: 2010 wurde für die Mutterkuhhaltung ein neuer Laufstall errichtet.

### Einwohnerentwicklung
- 1830: 7 (1 Anwesen)[5]
- 1871: 14 (3 Gebäude)[7]
- 1900: 9 (1 Wohngebäude)[9]
- 1938: 8[10]
- 1950: 13 (1 Wohngebäude)[5]
- 1987: 6 (2 Wohngebäude, 2 Wohnungen)[11]
- 2012: 7[12]
- 2017: 7[12]

## Verkehrsanbindung
Die Bäckermühle liegt östlich an der Kreisstraße NM 13, nördlich der Kreismühle und südlich von Waltersberg.